# Ali Ashourizad
Ali Ashourizad (in persiano علی عشوری‌زاد‎; Rasht, 1º  agosto 1980) è un ex calciatore iraniano, di ruolo difensore.

## Carriera
Nella stagione 2005-2006 gioca 5 partite nella prima divisione iraniana con il Saipa, club in cui nelle due stagioni successive gioca rispettivamente 24 e 19 partite; disputa inoltre anche 2 partite nella AFC Champions League 2008. Nella stagione 2008-2009 gioca invece 23 partite in prima divisione con il Damash Gilan. Disputa 2 ulteriori stagioni in prima divisione, la 2009-2010 e la 2010-2011, entrambe nello Steel Azin, nelle quali gioca rispettivamente 25 e 16 partite, arrivando così complessivamente a 112 presenze in carriera nella prima divisione iraniana.

## Palmarès

### Club

#### Competizioni nazionali
- Campionato iraniano: 1

Saipa: 2006-2007